# جورج كورتيز
جورج كورتيز (بالإنجليزية: George Cortez)‏ هو مدير فني أمريكي، ولد في 11 فبراير 1951 في بورت أرثر في الولايات المتحدة.